# Łukasz Załęski
Łukasz Załęski (ur. 1989) – polski śpiewak operowy (tenor).
Absolwent Akademii Muzycznej im. Grażyny i Kiejstuta Bacewiczów w Łodzi w Łodzi. Zwycięzca I Ogólnopolskiego Konkursu Wokalnego im. Bogdana Paprockiego, a także zdobywca nagrody specjalnej dla najlepszego tenora konkursu, wyróżnienia za najlepsze wykonanie arii Stanisława Moniuszki oraz 7 nagród pozaregulaminowych. W 2024 roku Łukasz Załęski został uhonorowany 18. Teatralną Nagrodą Muzyczną im. Jana Kiepury w kategorii Najlepszy Śpiewak Operowy.
Latem 2022 roku zadebiutował na Bregenz Festival jako Pinkerton w premierowej produkcji spektaklu G. Pucciniego Madama Butterfly i powrócił do tej roli w 2023 roku. Występował m.in. w Tiroler Landestheater, Lithuanian National Opera and Ballet Theatre (LNOBT), Opera Ballet Vlaanderen oraz Théâtre de l'Archipel w Perpignan. Regularnie powraca na niemal wszystkie sceny operowe w Polsce. Są to m.in. Teatr Wielki - Opera Narodowa w Warszawie, Opera Śląska w Bytomiu, Opera Nova w Bydgoszczy, Opera Bałtycka w Gdańsku.
Jego najważniejsze role operowe to: Faust (La damnation de Faust), Książę (Rusalka), Edgardo (Lucia di Lammermoor), Książę Mantui (Rigoletto), Riccardo/Gustavo (Un ballo in maschera), Stefan (Straszny Dwór), Jontek (Halka), B. F. Pinkerton (Madama Butterfly), Rodolfo (La Bohème) oraz Cavaradossi (Tosca).